# Светослав Обретенов
Светослав Обретенов Обретенов е български композитор, хоров диригент и общественик.

## Биография
Роден е на 25 ноември 1909 г. в Провадия в семейството на учители. Баща му е един от основателите на социалистическата партия в града. Възгледите на бащата определят класовата и политическа насоченост на бъдещия музикален деец. Основно образование получава в Провадия, а после учи във Варна и София. През 1929 г. завършва гимназия и една година по-късно семейството се установява в София. През 1930 г. постъпва студент в Държавната музикална академия и я завършва през 1934 г. Като студент е секретар на БОНСС. След дипломирането си стажува една година и дирижира същевременно хора при читалище „Яворов“, Синдикалния хор и после хор „Кавал“. През 1936 г. е композитор-пианист на Русенския театър. От 1937 г. учителства в Бяла Слатина, Ямбол, Пловдив. През 1941 г. е назначен за началник на Радио Варна, но скоро го уволняват след „проучване“. От 1942 г. е член на Българската комунистическа партия (БКП). По това време във Варненския драматичен театър се открива място за композитор и Светослав Обретенов го заема, едновременно дирижира и хор „Морски звуци“. На този пост посреща Деветосептемврийския преврат през 1944 г.
През 1943 г. е завербуван за работа в разузнавателна група на съветското военно разузнаване, на която доставя сведения. Не е известно дали е бил разкрит.
Светослав Обретенов е по-малък брат на проф. Александър Обретенов (1903 – 1990), български изкуствовед, архитект и общественик, чл. кор. на БАН, член на ЦК на БКП.

## Творчество
Светослав Обретенов пише музика за антифашистките театри „Народна сцена“, „Т-35“, „Реалистичен театър“ и др. Автор е на песни с пролетарска тематика за театрални постановки.
Централно място в творчеството му заемат масовите (работнически, революционни) и детските песни. Композира хорови, вокално-инструментални и инструментални творби. През 1940-те години въвежда нови тенденции в българското хорово изпълнително изкуство. През 1934 г. заедно с Николай Хрелков съставя първия партиен сборник с работнически революционни песни – „20 трудови песни“, конфискуван от полицията. В този сборник има 9 негови песни. През 30-те и 40-те години композира хорови произведения (баладата „Три сестри“, песента „Хайдушка песен“ и др).
След 9 септември 1944 Обретенов продължава да работи предимно в областта на масовата песен и кантатата. Сред най-значителните му произведения са неговите кантати и оратория. Създава песните „Бий врага“, „Борба за мир“, „Все напред с Димитров да вървим“, вокално-инструменталната сюита „Борба за мир“ (1951), първата българска оратория „Партизани“ (1952), кантатите „Димитровска родина“ (1950), „Запей, наш бащин край“ (само за смесен хор, 1954) и „Радост иде“ (1955). Обретенов има голям принос и областта на детската хорова песен („Гайдар“, „Хайдушко кладенче“ и др.).
През 1952 – 1953 г. специализира в Москва при съветския композитор Юрий Шапорин.
Основател и първи диригент е на Държавния радиохор, който след смъртта на Обретенов през 1955 г. е преименуван на Българска хорова капела „Светослав Обретенов“. Дирижира хор „Кавал“ (1949). Под негово ръководство българските смесени хорове извоюват челни места в на световните младежки фестивали в Прага, Будапеща, Берлин, Букурещ. На името на композитора е учреден национален конкурс „Светослав Обретенов“ за инструменталисти и певци.

### Награди и отличия
На Светослав Обретенов два пъти е присъждана Димитровска награда (1950 и 1952). Удостоен е със званието Народен артист (1970, посмъртно).
На Светослав Обретенов е наречена улица в квартал „Изток“ в София (Карта).